# 九色鹿
九色鹿原形象创作于北魏时期，是敦煌莫高窟壁画《鹿王本生》的九色鹿王，内容来源于《佛说九色鹿经》。后由中国上海美术电影制片厂，于1981年在敦煌莫高窟第257窟取材，改编成经典动画电影《九色鹿》。

## 壁画背景
鹿王或九色鹿，公元前2世纪印度巴尔胡特 (Bharhut) 地区 (位于今中央邦瑟德纳县)称鲁鲁(Ruru) ，是佛陀前世转生行善的仁禽义兽之一。支谦译《佛说九色鹿经》:"是时夫人者，孙陀利是也;是时乌者，阿难是也;是溺人者，调达是也;时鹿者，我身是也。调达与我世世有怨;阿难有至意得道。”

《鹿王本生图》是莫高窟第二百五十七窟壁画的主要题材，创作于北魏。本生故事是指佛教创始者释迦牟尼生前所经历的许多事迹。“鹿王本生”说的是释迦牟尼前世是一只救下一个險將要溺水的人、差點遭受出卖的九色鹿的故事。故事宣扬正义，歌颂伟大而高尚的品德，谴责忘恩负义的邪恶灵魂，进一步宣扬善有善报、恶有恶报的思想。

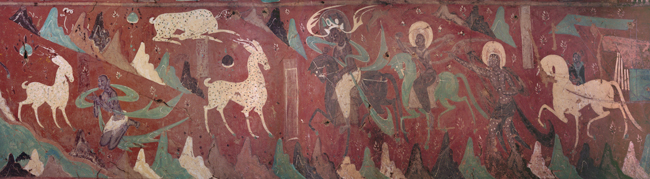
九色鹿王本生（局部）

“鹿王本生”故事最早出现于公元前2世纪巴尔胡特大塔一块圆形浮雕上，4世纪中叶经阿富汗传入中国西域。克孜尔石窟有“鹿王本生”故事多幅，但敦煌仅见于257窟。全图纵58cm，横390cm。
《鹿王本身图》画面采用横卷连环画的表现形式，按两头开始、中间结束的特殊顺序布局绘制。画作根据故事的起源，发展，高潮和结尾绘制多张作品，这些壁画前后相连，从而完成了开头和结尾。

《鹿王本生图》在表现方法上，使用了“凹凸法”进行渲染。即用深色晕染外缘，到中间渐浅，最亮部分用白粉点染，表现出物像的体积感，突出地塑造了鹿王矫健匀称的美丽形象。

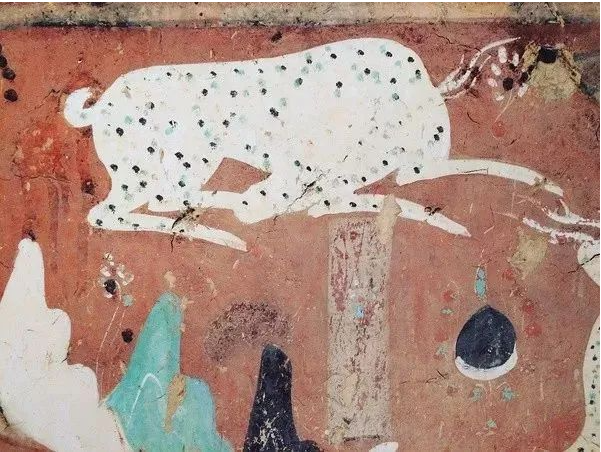
正在休息的九色鹿/鹿王

《鹿王本生图》的色彩，只有六种。以土红色为主调，是魏晋南北时代最突出的色彩特征，并添加了石青，石绿作为点缀装饰，黑色，白色和灰色三种阴影增强了强烈的对比感。在冷暖之间形成了和谐的对比展现出典型色彩的光彩美学，使得画面在视觉上增加了丰富的层次感，是研究中国山水画新兴时代的重要参考资料。
《鹿王本生图》现存四幅，分别是: 公元前2世纪印度巴尔胡特地区围栏圆型浮雕《鲁鲁本生》幅;公元4世纪新疆拜城克孜尔石洞顶部象征须弥山的菱格中壁画两幅; 公元5世纪甘肃敦煌莫高第257窟西壁中层壁画《九色鹿本生》一幅。
《鹿王本生图》作为莫高窟北魏时期的壁画，是佛教艺术传入中国后现存较早的作品。在艺术风格和表现技法方面，由于画工们的不断努力和探索，创造出了气势雄伟的作品，为唐代壁画艺术开辟了新的道路。

## 动画创作

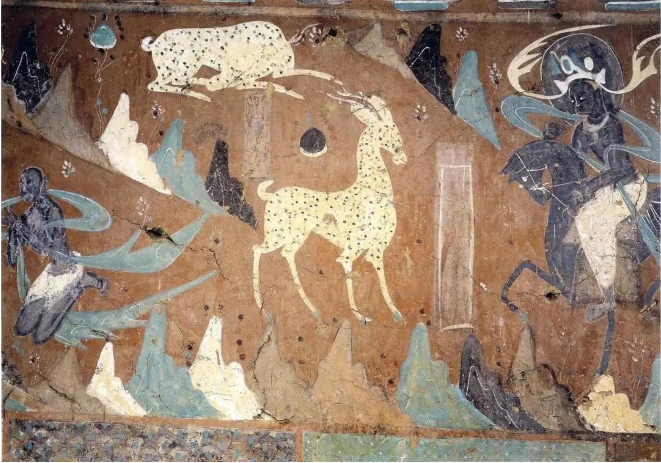
九色鹿在国王前告知救溺人始末

《九色鹿》是由中国上海美术电影制片厂，于1981年以《鹿王本生图》中的九色鹿王为原型，出品的动画电影。
动画电影以《鹿王本生图》为原型，延伸创作故事内容：傳說在印度的恒河畔中有一座無人不知的森林，那裡居住著許多各式各樣飛禽走獸。因為這個地方無有人煙，所以動物們都安心的生活居住下來。這座森林裡有一頭擁有雪白的鹿角、毛皮散發著九種奇異的顏色，亦可跟動物與人類溝通的神奇公鹿，當時所有的世人都稱那隻神鹿為「九色鹿」。
某天，九色鹿帶著鹿群和牠的好友烏鴉在恒河畔覓食時救下一位因為想要喝水不慎落水的人，那個人答謝九色鹿並並且許諾自己不會將他的事公諸於世，否則他將會遭受口吐白沫周身生疮的痛不欲生之懲處。後來當晚，这个国家的王后梦见九色鹿對其念念不忘到裝病引起国王的注意，她向国王請求他找出這種神鹿的下落想要將其鹿的毛皮做成漂亮衣賞、鹿角拿來製作成華麗首飾。國王為了實現王后的心願向望發佈悬赏，而這個溺水人因為貪婪而違背誓言带领国王找尋九色鹿的行蹤。
此时九色鹿正在山中入睡一无所知。直至好友乌鸦急忙叫醒自己时才得知一切，牠面對国王及大队人马的弓箭時運用神力讓自己除於毫髮無傷的狀態。當九色鹿毫无畏惧向国王诉说溺水人忘恩负义的经过時。落水人因违背誓言處於口吐白沫、全身生疮而亡的處境。国王深受感动又羞愧便數落貪心的王后並且下令全国上下都要保護九色鹿。
1980年夏天，冯健男和《九色鹿》团队历时两月从东到西由上海沿丝绸之路到敦煌。为了完成《九色鹿》动画片中所有背景场景的设计任务，真实、生动地呈现九色鹿形象，5个主创人员在敦煌千佛洞里住了23天，条件艰苦，且全靠手绘。冯健男更是在敦煌莫高窟第257窟里对着壁画《鹿王本生》临摹了21幅壁画，画了五大本速写。虽整部动画片成片只有24分钟，但为此创作者们画了近2万张动画，仅动画片中的背景就画了200余幅，在美术设计上很好地保持了北魏壁画的独特风格。

## 节目变迁
| 重温经典频道 动画剧场 週一至週日 18:00-19:00 | 重温经典频道 动画剧场 週一至週日 18:00-19:00        | 重温经典频道 动画剧场 週一至週日 18:00-19:00 |
| -------------------------------------------- | --------------------------------------------------- | -------------------------------------------- |
|                                              | 九色鹿 （2024.2.7）                                 |                                              |
| 邋遢大王奇遇记 （2024.2.4 - 2024.2.7）       | 山水情 · 骄傲的将军 · 乌鸦为什么是黑的 （2024.2.8） |                                              |
| 重温经典频道 动画剧场 週一至週日 18:00-19:00 |                                                     |                                              |
| 三个和尚 [二轮复播] （2024.2.21）            | 九色鹿 [二轮复播] （2024.2.22）                     | 舒克和贝塔 （2024.2.22 - 2024.2.27）         |
| 重温经典频道 动画剧场 週一至週日 18:00-19:00 |                                                     |                                              |
| 小蝌蚪找妈妈 [二轮复播] （2024.2.27）        | 九色鹿 · 骄傲的将军 [二轮复播] （2024.2.28）        | 雪孩子 · 牧笛 [二轮复播] （2024.2.29）       |